# San Bernardino da Siena (Rom)
| Basisdaten   | Basisdaten                                          |
| ------------ | --------------------------------------------------- |
| Patrozinium: | Heiliger Bernhardin von Siena                       |
| Weihetag:    | 16. April 1625                                      |
| Anschrift:   | Via Panisperna Via di Sant’Agata dei Goti 00184 Rom |

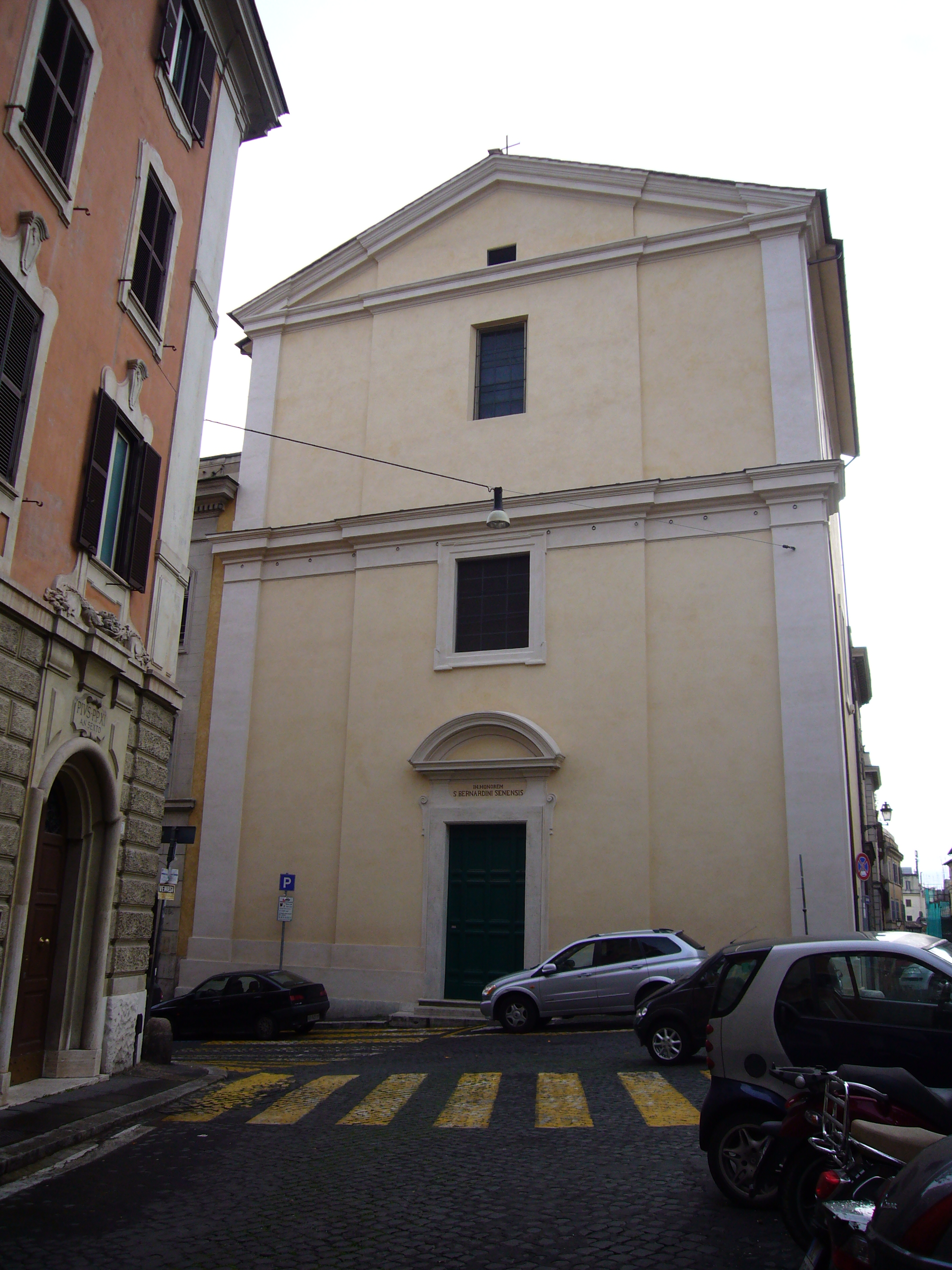
Die Fassade von Ferdinando Fuga

San Bernardino da Siena, in Rom auch San Bernardino ai Monti oder San Bernardino in Panisperna genannt, ist eine kleine Kirche in Rom. Sie wurde im ersten Viertel des 17. Jahrhunderts errichtet und ist seit 2003 offizielle Gemeindekirche in Rom ansässiger Chinesen römisch-katholischen Glaubens. Sie steht auf Resten antiker Bebauung und ist bekannt für ihre Ausstattung mit Fresken.

## Lage und Namen
Die Kirche liegt im I. Rione, dem römischen Stadtteil Monti, etwa 400 Meter östlich des Trajansforums in fast unmittelbarer Nachbarschaft zu Sant’Agata dei Goti. Die beiden Beinamen hat sie einmal von ihrer Lage im Rione Monti, den anderen von der Via Panisperna, an der sie mit ihrer nördlich ausgerichteten Fassade liegt.

## Geschichte und Baugeschichte
Die Kirche wurde auf Veranlassung der römischen Adligen Gregoria Principessa di Santacroce erbaut. Fertiggestellt und geweiht wurde sie 1625. Unmittelbar neben ihr befand sich ein der heiligen Veneranda geweihtes Kloster mit einem Oratorium. Für dieses Kloster hatte Papst Clemens VIII. angeordnet, dass sich franziskanische Terziarinnen aus dem Kloster Sant’Eufemia hier niederließen.
Bei den Arbeiten für die Kirche wurde ein antiker Rundkuppelraum gefunden. Der Durchmesser der heutigen Kuppel entspricht genau derjenigen des antiken Saales. Bei weiteren Ausgrabungen in der ersten Hälfte des 18. Jahrhunderts wurden abermals Reste antiker Gebäude gefunden, darunter auch solche mit Mosaiken auf den Fußböden und Wandmalereien.

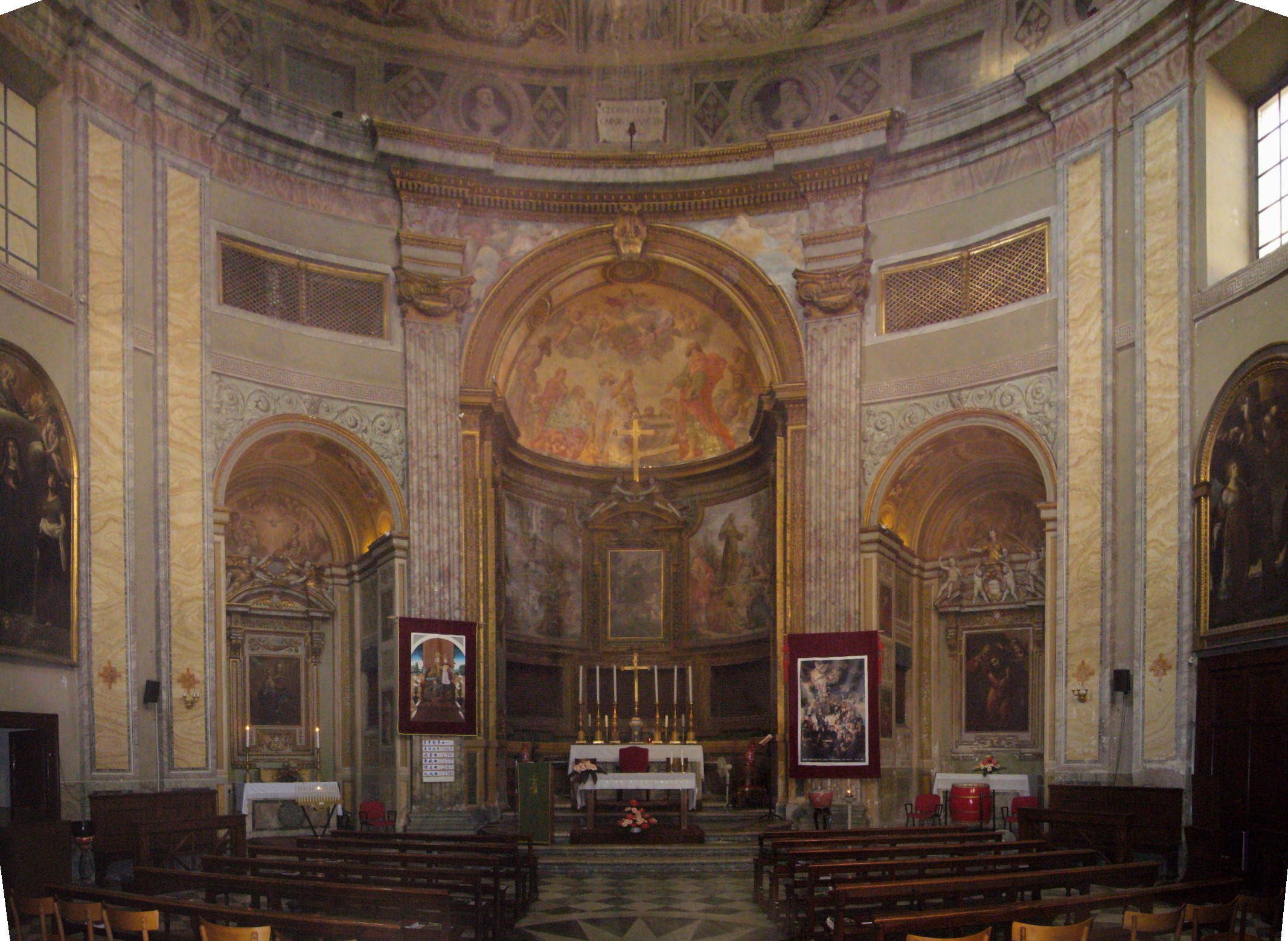
Blick in das Innere Richtung Chorkapelle

## Fassade
Die für römische Kirchen sehr einfache Fassade ist zweigeschossig angelegt. Im Ober- wie im Untergeschoss wird die Fläche von Pilastern nach toskanischer Ordnung gerahmt. Das Portal wird über der Widmungsinschrift von einem Segmentgiebel überfangen, beiderseits der Türrahmung sind oben kleine Voluten als Zierelemente angefügt. Der Mittelteil ist leicht hervortretend gestaltet, im unteren Teil durchbricht ein gerahmtes Rechteckfenster die Wand, im Obergeschoss ein ungerahmtes. Die Gesimse sind entsprechend der Fassadengestaltung verkröpft, ebenso der einfache Dreiecksgiebel, der die Fassade nach oben abschließt.

## Inneres und Ausstattung
Die Fassade wie auch die sonstigen Sichtflächen der Bebauung verbergen die Verhältnisse im Inneren insofern, als die Kirche im Muster eines Zentralkuppelbaus über einem Kreis als Grundstruktur errichtet wurde. Doppelt gestellte Pilasterpaare abermals toskanischer Ordnung gliedern den Raum zwischen den jeweils zwei diagonal gegenüberliegenden Seitenkapellen auf jeder Seite. Lediglich die einmal beiderseits gestellten Pilaster der Chorkapelle folgen der ionischen Ordnung, die Kapitelle sind zusätzlich mit Festons verziert. Das Gesims ist leicht verkröpft, die Kuppel ist von außen nicht sichtbar und trägt keine Laterne. Die Seitenkapellen werden von Tonnengewölben gedeckt.
Die Attikazone zwischen Gesims und Kuppel sowie der untere Teil der eigentlichen Kuppelschale spiegelt durch ihre Bemalung Scheinarchitektur vor. Das Thema des Kuppelfreskos ist eine Glorie des heiligen Bernhardin, eine Arbeit des Barockmalers Bernardino Gagliardi aus dem Jahr 1638. Die Kuppelschale wird von vier Fenstern durchbrochen.
Die erste Kapelle rechts mit Blickrichtung zum Hochaltar enthält auf dem Altarretabel eine Darstellung der Stigmatisation des heiligen Franz von Assisi, der Künstler ist nicht bekannt. Die Seitenwände der Kapelle sind freskiert, dargestellt sind links Approbation der Franziskanerregel und rechterhand Der heilige Franz übergibt Jesus Christus seine Regel. Ein Gemälde mit vier Heiligenfiguren – es sind die Heiligen Agatha, Antonius, Franz von Assisi und Klara – befindet sich oberhalb einer Seitentür. Es stammt vom römischen Manieristen Giovanni Baglione.
In der zweiten Kapelle rechts enthält das Altarretabel eine Darstellung der heiligen Veronika. Auch diese Kapelle ist freskiert, rechts mit einem Christus am Kreuz, in den oberen Zonen der Seitenwände beiderseits befinden sich Darstellungen der Leidenswerkzeuge, jeweils ausgeführt in Grisailletechnik.
Die erste Kapelle linkerhand enthält auf dem Altarblatt eine Darstellung Heilige Helena und Diego, eine Arbeit Giovanni de’ Vecchis. Die beiden Fresken der Seitenwände stellen den Tod der Heiligen und Maria erscheint der Heiligen dar.
Die vordere linke Seitenkapelle enthält an den Innenflächen der Pilaster Darstellungen verschiedener Heiliger, das Fresko der linken Seitenwand stellt die Geburt Mariä dar.
Die Wölbung über der Apsis der Chorkapelle ist eine Arbeit des ferraresischen Malers Clemente Maiola, eines Schülers Pietro da Cortonas. Es stellt Gottvater und Heilige dar. Ebenfalls von Maiola stammen die Fresken zu den Seiten des Altarretabels, links Predigt des heiligen Bernhardin, rechts Tod des heiligen Bernhardin.
In der Kirche bestattet ist Kardinal Guglielmo Sirleto; er war Bibliothekar der Vatikanischen Bibliothek und starb 1585.